# Яна Брейхова
Яна Брейхова (чеськ. Jana Brejchová; нар. 20 січня 1940, Прага, Протекторат Богемії та Моравії) — чеська акторка театру і кіно.

## Біографія
У кіно почала зніматися з 1953 року, дебютувавши в дитячому віці у фільмі «Свинцевий хліб» (1953). У другій половині 1950-х років з'являлася на екрані в ролях молодих дівчат, у тому числі в стрічці «Травневі зірки» (1959) С. Ростоцького. У 1960-і роки Брейхова часто знімалася в фільмах провідних режисерів Чехії — Їржі Якуб Крейчик, Карела Земана, Карела Кахин, кілька разів побувала на зйомках в НДР і ФРН, вважалася однією з молодих «зірок» нового чехословацького кіно. Протягом багатьох років плідно працювала з режіссëром Евальд Шорма.

## Вибіркова фільмографія
- Ніч нареченої (1967)
- Арабелла (1980)
- Король і дружина (1968) - Катерина Парр.